# Tugaloo
Le Tugaloo est une rivière américaine d'une longueur de 73,9 km qui coule dans les États de Géorgie et de Caroline du Sud. Il est un affluent du fleuve Savannah.

## Source de la traduction
- (de) Cet article est partiellement ou en totalité issu de l’article de Wikipédia en allemand intitulé « Tugaloo River » (voir la liste des auteurs).